# قبول نشدم، اما…
قبول نشدم، اما… (انگلیسی: I Flunked, But...) یک فیلم صامت سیاه‌وسفید ژاپنی به کارگردانی یاسوجیرو اوزو است که در سال ۱۹۳۰ منتشر شد. این نخستین نقش‌آفرینی مهم بازیگر محبوب اوزو چیشو ریو محسوب می‌شود. از دیگر بازیگران این فیلم می‌توان به تاتسوئو سایتو اشاره کرد.
منتقد فیلم دیوید بوردول به تأثیرات هارولد لوید و ارنست لوبیچ بر فیلم اشاره کرده است. منتقد مجله کینما جونپو از این فیلم به‌دلیل نداشتن «گزش اجتماعی» برخی از فیلم‌های پیشین اوزو انتقاد کرد.